# Brinkmeier
Brinkmeier ist ein deutscher Familienname.

## Herkunft und Bedeutung
Brinkmeier ist eine Variante des Familiennamens Meier.

## Namensträger
- Horst Brinkmeier (* 1943), deutscher Boxer
- Michael Brinkmeier (* 1968), deutscher Politiker (CDU)
- Therese Brinkmeier (1903–1944), deutsches NS-Opfer